# 高尾山自然公園
高尾山自然公園（たかおやましぜんこうえん）は、大分県大分市大字横尾にある県営の都市公園（広域公園）である。日本の都市公園100選に選定されている。

## 概要
大分県内最大の住宅団地である明野団地の近隣に位置する面積約60haの広大な公園。1986年（昭和61年）3月に完成した。
園内には、高尾山（標高128m）と3つの池を中心に、芝生広場、どんぐりの森、ピクニック広場キャンプ場、郷土植物園、自然歩道、ゲートボール場等の施設が整備され、大分市民の憩いの場として親しまれている。
2001年（平成13年）以降、隣接地に大分スポーツ公園総合競技場（昭和電工ドーム、ビッグアイ）を中心とする県営運動公園の大分スポーツ公園が整備されており、両公園を合わせた総面積は約253haに及ぶ。

## 交通
- 大分バス高尾山自然公園入口停留所下車すぐ
- 県道21号明野東交差点より南へ約2.4km